# Jamil Nasir
 (mars 2019).
Si vous disposez d'ouvrages ou d'articles de référence ou si vous connaissez des sites web de qualité traitant du thème abordé ici, merci de compléter l'article en donnant les références utiles à sa vérifiabilité et en les liant à la section « Notes et références ».
Pour les articles homonymes, voir Nasir.
Œuvres principales
- La Tour des rêves

Jamil Nasir, né le 18 décembre 1955 à Chicago dans l'Illinois, est un écrivain américain de science-fiction et de fantasy.

## Œuvres

### Romans
- (en) Quasar, Bantam Spectra, 1995
- (en) The Higher Space, Bantam Spectra, 1996
- La Tour des rêves, Pocket Science-fiction no 5758, 2001 ((en) Tower of Dreams, Bantam Spectra, 1999), trad. Dominique Haas  (ISBN 2-266-10770-4)
  - Nommé aux Philip K. Dick Award 1999
  - Grand prix de l'Imaginaire du meilleur roman étranger 2003
- Mirages lointains, Pocket Science-fiction no 5759, 2002 ((en) Distance Haze, Bantam Spectra, 2000), trad. Pierre-Paul Durastanti  (ISBN 2-266-10769-0)
- (en) The Houses of Time, Tor Books, 2008
- (en) Tunnel Out of Death, Tor Books, 2013

### Nouvelle traduite en français
- Dormeurs, sortez du sommeil, 2006 ((en) Sleepers Awake, 1993)Parue dans l'anthologie Les Anges électriques de la collection Fiction Spécial no 1 aux éditions Les Moutons électriques

## Récompenses
- Grand prix de l'Imaginaire du meilleur roman étranger 2003